# Carl Hårleman
Carl Hårleman (Västerås, 23 juni 1886 - Halmstad, 20 augustus 1948) was een Zweeds turner en atleet.
Hårleman won in 1908 op het onderdeel team meerkamp met de Zweedse ploeg olympisch goud. Hårleman nam tijdens de Olympische Zomerspelen 1912 in eigen land deel aan het polsstokhoogspringen maar kwam niet door de kwalificatie. In 1917 sprong Hårleman met een hoogte van 3,88 meter een Zweeds record.

## Olympische Zomerspelen
| Jaar | Plaats    | Resultaten                        |
| ---- | --------- | --------------------------------- |
| 1908 | Londen    | team                              |
| 1912 | Stockholm | kwalificatie polsstokhoogspringen |